# Les Ailes du destin
 (février 2023).
Si vous disposez d'ouvrages ou d'articles de référence ou si vous connaissez des sites web de qualité traitant du thème abordé ici, merci de compléter l'article en donnant les références utiles à sa vérifiabilité et en les liant à la section « Notes et références ».
Les Ailes du destin (I'll Fly Away) est une série télévisée américaine en un pilote de 90 minutes, 37 épisodes de 45 minutes et un téléfilm de 90 minutes, créée par Joshua Brand et John Falsey, et diffusée entre le 7 octobre 1991 et le 11 octobre 1993 sur le réseau NBC.
En France, la série a été diffusée à partir de 1996 sur TMC.

## Synopsis
À la fin des années 1950, Forrest Bedford, procureur dans l'État de Géorgie élève seul ses trois enfants car son épouse, malade mentale, est placée dans une institution spécialisée. La nourrice des enfants ayant pris sa retraite, elle est remplacée par une jeune gouvernante noire, Lilly Harper.

## Distribution
- Sam Waterston : Forrest Bedford
- Regina Taylor (VF : Fatiha Chriette) : Lilly Harper
- Jeremy London : Nathaniel « Nathan » Bedford
- Ashlee Levitch : Francie Bedford
- John Aaron Bennett : John Morgan Bedford
- Kathryn Harrold : Christina LeKatzis
- Mary Alice : Marguerite Peck
- Rebecca Koon : Eileen Slocum

## Récompenses
- Emmy Award 1992 : Meilleure réalisation de Eric Laneuville pour l'épisode Tous les enfants de Dieu (All God’s Children)
- Emmy Award 1992 : Meilleur scénario pour l'épisode Le Procès (Pilot)
- Emmy Award 1993 : Meilleure actrice dans un second rôle pour Mary Alice
- Golden Globe Award 1993 : Meilleur acteur dans une série dramatique pour Sam Waterston
- Golden Globe Award 1993 : Meilleure actrice dans une série dramatique pour Regina Taylor

## Épisodes

### Première saison (1991-1992)
1. Le Procès (Pilot) 90 minutes
2. Le Chapeau (The Hat)
3. Les Règles du jeu (Rules of the Game)
4. Cas de conscience (Amazing Grace)
5. Tous les enfants de Dieu (All God’s Children)
6. Le Dragon blanc (Beyond Here Dar Be Dragon)
7. Vies parallèles (Parallel Lives)
8. Le Retour (Coming Home)
9. Vaincre sans gloire (Some Desperate Glory)
10. Désir (Desire)
11. Faire semblant (Alice Oakley Doesn’t Live Here Anymore)
12. Sur la route ( On the Road)
13. Le magicien (Master Magician)
14. Les leçons de la vie (Hard Lessons)
15. Pardons (Cool Winter Blues)
16. Ainsi vont les choses (The Way Things Are)
17. Voici venir le temps des ténèbres (Slow Coming Dark)
18. Les Petits Soldats (Toy Soldiers)
19. La Bienveillance des étrangers (The Kindness of Strangers)
20. Quand la route s'achève (Not Buried)
21. Un confort dangereux - 1re partie (A Dangerous Comfort - Part 1)
22. Un confort dangereux - 2e partie (The Slightest Distance - Part 2)

### Deuxième saison (1992-1993)
1. Bonjour et au revoir (Hello and Goodbye)
2. Le Maître de mon cœur (Ruler of the Heart)
3. Croire en la vie (All in the Life)
4. Jusqu'à demain (Until Tomorrow)
5. Mesures désespérées (Desparate Mesures)
6. Les Cavaliers de la liberté (Freedom Bus)
7. Dix-huit ans (Eighteen)
8. Fragiles vérités (Fragile Thruths)
9. Depuis Walter (Since Walter)
10. Le Troisième Homme (The Third Man)
11. Réconfort et joie (Comfort and Joy)
12. Quand la politique s’en mêle (Realpolitik)
13. Faites un vœu (Small Wishes)
14. Qu’est-ce qu’un nom ? (What’s In a Name?)
15. Un pas en avant (Commencement)
16. Université publique (State / Thanks for the Memories)

### Téléfilm
- 1993 : Les jours s’en vont, je demeure (I’ll Fly Away, Then and Now)

## Commentaires
Cette émouvante série, quasiment passée inaperçue en France comme les deux précédentes créations de Joshua Brand et John Falsey Bienvenue en Alaska et Hôpital St Elsewhere, traite avec beaucoup de talent d'un sujet pourtant difficile : la ségrégation dans le Sud profond des États-Unis à la fin des années 1950, c'est-à-dire au moment où des « Noirs » (aux États-Unis, le terme traduit en français est « Américains Africains ») ont commencé à se grouper massivement pour demander l'amélioration de leurs conditions vis-à-vis des « Blancs ».